# Coxheath
Coxheath – wieś w Anglii, w hrabstwie Kent, w dystrykcie Maidstone. Leży 5 km na południowy zachód od miasta Maidstone i 53 km na południowy wschód od centrum Londynu. W 2001 miejscowość liczyła 3856 mieszkańców.